# Pro Evolution Soccer 2009
Pro Evolution Soccer 2009 (skraćeno: PES 2009, u Japanu: World Soccer Winning Eleven 2009) naslov je iz serijala nogometnih videoigara Pro Evolution Soccer, japanskog proizvođača Konamija.
PES 2009 je inačica serijala koji je, uz EA Sportsov serijal FIFA, najpoznatija nogometna simulacija na svijetu. Igra je izašla u Europi 17. listopada 2008., a u SAD-u i Japanu u studenom. Prodana je u preko milijun primjeraka diljem svijeta.

## Mogućnosti
Mogućnosti PES-a 2009 su unapređenije u odnosu na prijašnje "PES-ove". U igri se nalaze nova natjecanja, kao UEFA Liga prvaka ("UEFA Champions League - Konami je dobio licencu) i "Become A Legend" (postani legenda), slično kao "Be a Pro" u serijalu FIFA.
U Pro Evolution Socceru 2009 nalaze se sljedeće mogućnosti:
- UEFA Champions League (UEFA Liga prvaka)
- Exibition (Prijateljska utakmica)
- Become A Legend (postani legenda)
- Master League ("Master" liga)
- League Cup (liga ili kup)
- Network (mreža - online)
- Legends (legende - online)
- Messages (poruke - online)
- Training (trening)
- Edit (uređivanje)
- Gallery (galerija)
- System settings (postavke)
- Exit (izlaz)

## Licence

### Lige
Sljedeće lige imaju punu licencu:
- Ligue 1 Orange
- Eredivisie
- Serie A

Sljedeće lige su dijelom licencirane:
- Engleska liga (Premiership) (2 licencirana kluba)
- Španjolska liga (La Liga) (11 licenciranih klubova)

Nelicencirani klubovi nemaju prava imena, grbove i dresove, ali zato imaju prava imena igrača. Imena, grbovi i dresovi tih klubova se mogu uređivati u editoru igre.

### Klubovi
Klubovi iz liga: Eredivisie, Ligue 1, Serie A, kao i sljedeći klubovi, imaju punu licencu:
| - Boca Juniors - River Plate - Anderlecht - Club Brugge - Standard Liège - Internacional - Dinamo Zagreb - Slavia Prag - Brøndby - Copenhagen - Liverpool - Manchester United - HJK Helsinki - AEK Atena - Olympiacos - Panathinaikos | - Rosenborg - S.L. Benfica - F.C. Porto - Sporting C.P. - CFR Cluj - Steaua Bukurešt - Spartak Moskva - Zenit St. Petersburg - Celtic - Rangers - Crvena zvezda - Athletic Bilbao - Atlético Madrid - Barcelona - Deportivo La Coruña - RCD Espanyol | - RCD Mallorca - Racing de Santander - Real Madrid C.F. - Real Valladolid - Sevilla FC - Villarreal - AIK Fotboll - Hammarby IF - IFK Göteborg - FC Basel - Beşiktaş J.K. - Fenerbahçe S.K. - Galatasaray S.K. - Dinamo Kijev - Šahtar Donetsk |

## Stadioni
Sljedeći se stadioni nalaze u inačicama za PlayStation 3, Xbox 360 i PC:
| #   | Stadion                   | Pravo ime              | Kontinent     | Zemlja     | Nogometni klub                       |
| --- | ------------------------- | ---------------------- | ------------- | ---------- | ------------------------------------ |
| 1.  | Konami Stadium            | Izmišljen              | Azija         | Japan      | PES United i WE United               |
| 2.  | Estádio da Luz            |                        | Europa        | Portugal   | S.L. Benfica                         |
| 3.  | Estádio do Dragão         |                        | Europa        | Portugal   | F.C. Porto                           |
| 4.  | Estádio José de Alvalade  |                        | Europa        | Portugal   | Sporting C.P.                        |
| 5.  | Santiago Bernabéu         |                        | Europa        | Španjolska | Real Madrid C.F.                     |
| 6.  | Camp Nou                  |                        | Europa        | Španjolska | FC Barcelona                         |
| 7.  | Orange Arena              | Amsterdam ArenA        | Europa        | Nizozemska | AFC Ajax                             |
| 8.  | Rogenbogen Platz          | Allianz Arena          | Europa        | Njemačka   | Bayern München i TSV 1860 München    |
| 9.  | Antlion Colosseum         | El Monumental          | Južna Amerika | Argentina  | River Plate                          |
| 10. | Ville Marie Stadium       | Izmišljen              | Europa        | Italija    | -                                    |
| 11. | Bristol Mary Stadium      | Izmišljen              | Europa        | Engleska   | -                                    |
| 12. | Mohamed Lewis Stadium     | Izmišljen              | Afrika        | JAR        | -                                    |
| 13. | Stockholm Arena           | Råsunda                | Europa        | Švedska    | AIK Fotboll i švedska reprezentacija |
| 14. | San Siro                  | Stadio Giuseppe Meazza | Europa        | Italija    | A.C. Milan i F.C. Inter              |
| 15. | Stadio Olimpico           |                        | Europa        | Italija    | Roma i Lazio                         |
| 16. | Stadio Olimpico di Torino |                        | Europa        | Italija    | Juventus i Torino                    |
| 17. | Stade Louis II            |                        | Europa        | Monako     | AS Monaco                            |
| 18. | Stade de France           |                        | Europa        | Francuska  | francuska reprezentacija             |
| 19. | Wembley Stadium           |                        | Europa        | Engleska   | engleska reprezentacija              |

## Vanjske poveznice
- Službena stranica  Arhivirana inačica izvorne stranice od 4. kolovoza 2019. (Wayback Machine)